# Lothar Thoms
Lothar Thoms (Guben, 18 mei 1956 - 5 november 2017) was een Oost-Duits wielrenner.
Thoms won tijdens de Olympische Zomerspelen 1980 de gouden medaille op de 1km tijdrit. Hij reed tijdens de spelen een wereldrecord en won met 1,9 seconde verschil. Thoms werd viermaal wereldkampioen op de 1km tijdrit.

## Resultaten
| Jaar | WK          | Olympische Zomerspelen |
| ---- | ----------- | ---------------------- |
| 1976 | 1km tijdrit |                        |
| 1977 | 1km tijdrit |                        |
| 1979 | 1km tijdrit |                        |
| 1980 | 1km tijdrit | 1km tijdrit            |
| 1981 | 1km tijdrit |                        |
| 1982 | 1km tijdrit |                        |
| 1983 | 1km tijdrit |                        |

1896: Paul Masson ·
1928: Willy Falck Hansen ·
1932: Dunc Gray ·
1936: Arie van Vliet ·
1948: Jacques Dupont ·
1952: Russell Mockridge ·
1956: Leandro Faggin ·
1960: Sante Gaiardoni ·
1964: Patrick Sercu ·
1968: Pierre Trentin ·
1972: Niels Fredborg ·
1976: Klaus-Jürgen Grünke ·
1980: Lothar Thoms ·
1984: Fredy Schmidtke ·
1988: Aleksandr Kiritsjenko ·
1992: José Manuel Moreno Periñan ·
1996: Florian Rousseau ·
2000: Jason Queally ·
2004: Chris Hoy